# 岩生鹅耳枥
岩生鹅耳枥（学名：Carpinus rupestris）为桦木科鹅耳枥属的植物，是中国的特有植物。分布在中国大陆的贵州等地，生长于海拔1,000米至1,700米的地区，多生于山坡以及岩石山坡的灌丛中，目前尚未由人工引种栽培。

## 别名
岩鹅耳枥（中国森林树木图志）